# ロナルド・アジェノール
ロナルド・ジャン＝マルタン・アジェノール（Ronald Jean-Martin Agenor, 1964年11月13日 - ）は、ハイチの元男子プロテニス選手。モロッコ・ラバト生まれ。ハイチ最大のテニス選手として、1989年全仏オープン男子シングルスでベスト8に入り、ATPツアーでシングルス3勝を挙げるなど、数々の業績を残した選手である。シングルス自己最高ランキングは22位。ギタリストとしても有名で、これまでに2枚のオリジナル・アルバムを発表している。

## 名前の表記
彼の名前に関しては日本語のテニス文献資料が少なく、「ロナルド・アゲナー」でも www.ne.jp と protennis66.web.fc2.com しかヒット元がない。“Agenor”という名前の著名人は、ブラジルのサンバ歌手カルトーラの本名がよく知られていることから、本記事名は「ロナルド・アジェノール」で記述する。

## 経歴
父親のフレデリック・アジェノールはハイチの農業大臣で、元国連外交官を務めた政治家であった。ロナルドが6人兄弟の末っ子として生まれる前に、家族はハイチの首都ポルトープランスからモロッコの首都ラバトに引っ越し、ロナルドはモロッコで生まれた。故国ハイチとは違う地に誕生したのは、末っ子のロナルドだけだったという。彼は10歳までモロッコで生活した後、4年間ザイール(現コンゴ民主共和国)に住み、14歳でフランスのボルドーに定住した。ボルドーに落ち着いた14歳の時、彼は初めてテニスと出会い、兄の手ほどきで本格的な訓練を受けた。1983年に19歳でプロ入りすると、アジェノールは直ちに「ハイチのセンセーション」としてテニス界の注目を集めるようになった。
1986年全仏オープンで4大大会にデビューした。1986年ウィンブルドン選手権の2週間後、彼は在住地のボルドー・オープンダブルスでマンスール・バーラミと組んで決勝に進出する。ハイチ人選手による初のATPツアー決勝では、ホルディ・アレッセ/ダビド・デ・ミゲル組に5-7, 4-6で敗れて準優勝になった。1987年にはシングルスで3度の準優勝を記録する。7月上旬は2週連続でエミリオ・サンチェスとの決勝に敗れ、10月のスイス・インドア決勝ではヤニック・ノアに6-7, 4-6, 4-6で敗れた。この試合はATPツアー史上初の「黒人選手どうしの決勝戦」として注目を集めた(公式サイト内に“Black Tennis History”の紹介がある)。1988年、彼は全仏オープンと全米オープンで2度の4回戦に進出し、プロテニス選手の出場が認められたソウル五輪にも出場した。こうして「ハイチのセンセーション」は、各地で当地のテニス史上初の偉業を打ち立てていく。
1989年4月10日、アジェノールはアテネ・オープン決勝でケント・カールソンを6-3, 6-4で破り、この地でハイチ人選手初のプロテニスツアー優勝を達成した。5月8日付で、彼の世界ランキングは自己最高の「22位」に上がる。6月の全仏オープン男子シングルスで、彼はハイチ人初のベスト8進出を果たし、準々決勝で当時17歳3ヶ月のマイケル・チャンに4-6, 6-2, 4-6, 6-7で敗れた。続くウィンブルドン選手権では、2回戦でチャンに連敗する。1990年、アジェノールはプッリャ国際選手権とヨーロピアン・インドア選手権で年間2勝を挙げた。
ハイチは1988年から男子テニス国別対抗戦デビスカップに参加し始めたが、最初はジャマイカ代表に5戦全敗の成績で、1989年は出場できなかった。1990年にアジェノールが初めてデビスカップハイチ代表入りをしてから、ハイチはデビスカップに毎年参加できるようになり、現在に至るまでアメリカン・ゾーン・グループ3に所属している。
その後、アジェノールは長期間の低迷で世界ランキングを大幅に落とし、1997年夏には600位台まで落ちたこともあった。そこからのカムバックを目指し、1999年11月に33歳で再び世界トップ100に復帰を果たす。2000年全豪オープンでは、1995年以来5年ぶりの4大大会復帰も果たした。2001年全仏オープンでは「35歳の最年長出場者」として新聞の話題になるが予選2回戦敗退に終わる。彼は波乱の多いテニス人生を送ったが、38歳を迎える2002年まで現役を続行し、2008年には44歳で7年ぶりのデビスカップに出場した。
ロナルド・アジェノールは著名なロック・ギタリストとして、2枚のオリジナル・アルバム“Kids On The Road”（1990年）“Waves of Love”（2003年）を発表するなど、多方面の音楽活動にも携わっている。